# Carlos Frederico da Prússia
Carlos Frederico da Prússia (nome legal: Charles Frederick Franz Alexander von Preußen; Bremen, 23 de janeiro de 2013), é um aristocrata alemão.
Ele é descendente direto de Guilherme II da Alemanha, que abdicou em 1918, logo após a Primeira Guerra Mundial, e também o primeiro na linha de sucessão ao extinto trono alemão, podendo suceder o seu pai (o príncipe Jorge Frederico da Prússia) como o pretendente ao trono e até, se restaurada a monarquia, como imperador alemão e rei da Prússia. 
Carlos tem um irmão gêmeo menor: o Luis Ferdinando Cristiano Alberto.

## Nascimento e família
Carlos e seu irmão gêmeo Luís Ferdinando nasceram em 23 de janeiro de 2013 na cidade de Bremen na Alemanha, filho do príncipe Jorge Frederico da Prússia e sua esposa, a princesa Sofia Joana Maria, Princesa da Prússia. Ambos se casaram em 2011 e são descendentes de monarcas depostos em 1918, na Revolução Alemã. Por seu pai, Carlos Frederico descende diretamente de monarcas como Guilherme II da Alemanha, a rainha Vitória do Reino Unido (acunhada de "Avó da Europa"), Alexandre II da Rússia, dos reis da Prússia e condes de Hohenzollern. Por sua mãe descende de Leopoldo II, grão-duque da Toscana, descendente de vários monarcas europeus dos séculos XVI e XVII, como Jaime I da Inglaterra, Felipe II de Espanha, Carlos VI do Sacro Império, entre outros, fazendo estar ligado com toda a nobreza europeia atual, com os dois imperadores brasileiros e com o último imperador mexicano por mais de uma via, tanto paterna quanto materna.
Por ser o mais velho dos filho de Jorge, é o primeiro na linha de sucessão ao trono alemão, extinto com a abdicação de Guilherme II da Alemanha e a abolição da monarquia em 1918.

## Linhagem de sucessão no Reino Unido
Como um descendente direto da rainha reinante Vitória do Reino Unido, através principalmente por sua primeira nascida no geral: a princesa Viktória, Princesa Real do Reino Unido (que viria ser a mãe de Guilherme II), Carlos também ocupa um lugar próprio na linha de sucessão ao trono britânico, logo após o seu pai.

## Títulos
- 23 de janeiro de 2013 - presente: "Sua Alteza Imperial e Real, o Príncipe Carlos Frederico da Prússia"